# Броберген
Броберген (нем. Brobergen) — деревня в Штаде, Нижняя Саксония, Германия. 1 июля 1972 Броберген и Краненбург были объединены в коммуну Краненбург.